# Skellister

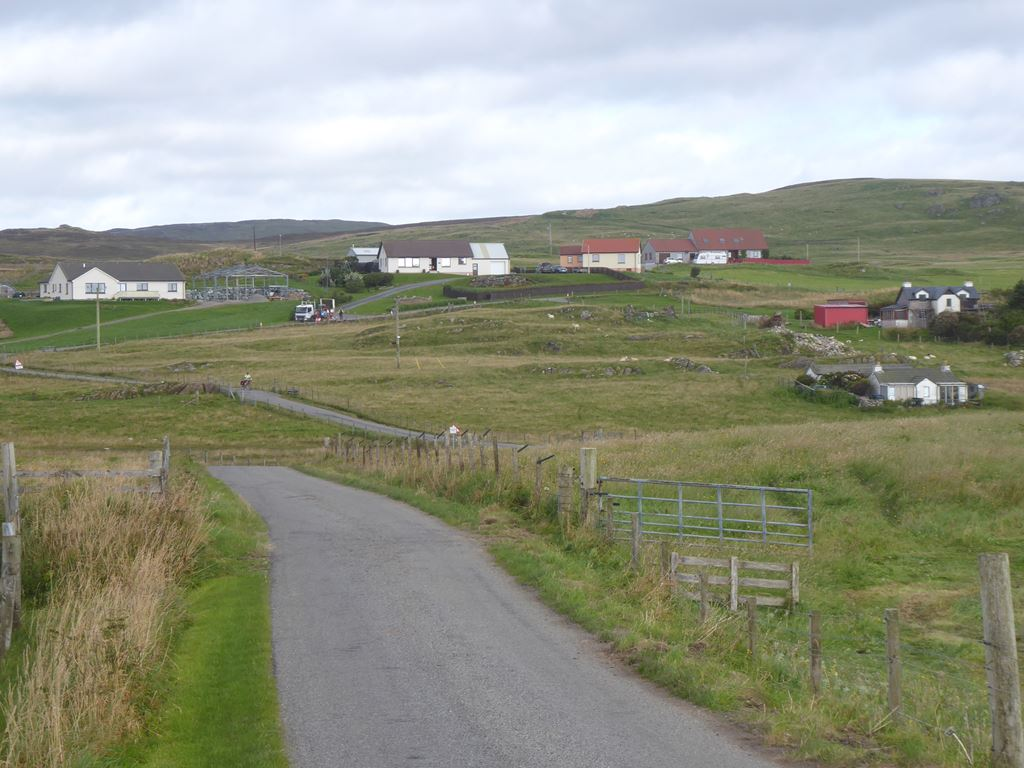
Blick auf den Ort

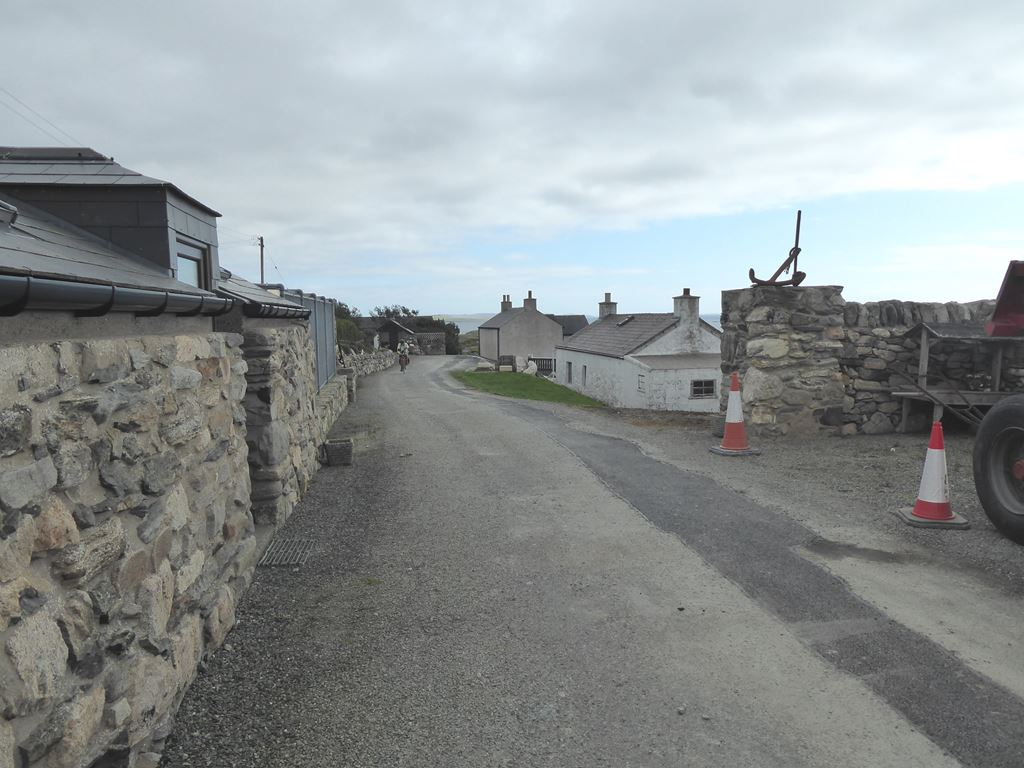
Straße in Skellister

Skellister ist eine Ortschaft, die im Nordosten der zu Schottland zählenden Shetlands liegt.

## Geographie
Skellister liegt im Nordosten von Mainland oberhalb der Küste, die hier in die Buchten West Voe of Skellister und East Voe of Skellister als Teil der South Nesting Bay untergliedert ist. Nach Lerwick sind es 13 Kilometer im Süden. Unmittelbar angrenzend an Skellister liegt Garth im Südosten.

## Historisches
Im Rahmen der historischen Gliederung Schottlands in Civil Parishes zählt Skellister zu Nesting. Südwestlich des Ortes gibt es einen Burnt Mound, der 1974 als Scheduled Monument ausgewiesen worden ist.

## Verkehr
In Skellister endet die C310, die die Ortschaften rund um den See Loch of Benston erschließt. Sie stößt hier auf die B9075, die, in diesem Abschnitt, von der A970 im Südwesten nach Laxo im Nordosten führt.